# Петроније Шишо
Петроније Шишо (Стари Влах — Равње, 1813) је био старјешина устаника током Српске револуције. 

## Биографија
Петроније је рођен крајем 18. века у Старом Влаху, у Херцеговини. Прије Првог српског устанка био је обичан златиборски хајдук.
Предање каже да је он по поријеклу био Шуљагић, из села Драглице на Златибору , али су га Турци ошишали, па је прозван Шишо, а његови потомци и данас су у овом златиборском селу Драглици у засеоку Шишаковићима. По једној другој причи, он се сам пошишао из револта према Турцима. Шишићи из Лужичке долине код Ужица такође тврде да су Шишови потомци.

## Устанички вођа
Чим је почео устанак 1804. године, Шишо се придружио устаницима, скупивши чету голих синова, и прешао у устаничку Србију, војеваћи са Турцима где год да их је нашао. Милош Обреновић, који је тада био заповједник војске за ову област, додијелио му је звање бимбаше, једног од старјешина златиборских устаника.
Према једној златиборској легенди, Шишо је сачекао једну турску чету у Добром потоку и побио све Турке осим једног, ког је оставио да се врати у Нову Варош, одакле је чета дошла, и пренесе да је нападнута и уништена. Када је турски војник стигао, рекао је: „Сачека нас онај Шишо у посраном Потоку и све поби!“. Од тада се Добри поток зове Посрани поток у златиборском селу Драглица. То место је једна од најгорих дионица пута Београд-Јадран.
Након чишћења Старог Влаха од Турака, прешао је у Ужичку нахију, где је установио шанац на Златибору. Када је Скопљак-паша кренуо 1809. године на Ужичку нахију, Петроније је организовао заседу у близини села Раснице, где је у великом боју растурио турску војску и натерао у бек ка Босни. У битци је погинуло 200 српских устаника и освојен велики плен.
Године 1813, за време офанзиве турске војске под вођством Скопљак-паше према Шапцу, након 17 дана борби у близини Равња, Петроније, са Зеком Буљубашом и 200 бораца, је одбио да напусти шанац и погинуо у јуначкој последњој одбрани.